# ماركوس الكسندر
ماركوس الكسندر (بالإنجليزية: Monty Alexander) (و. 1944  م) هو عازف بيانو، وعازف جاز أمريكي، ولد في كينغستون، يستخدم آلات بيانو.

## جوائز
حصل على جوائز منها:
- Gold Musgrave Medal ‏ (1987).[2]

## وصلات خارجية
- ماركوس الكسندر على موقع IMDb (الإنجليزية)
- ماركوس الكسندر على موقع ميوزك برينز (الإنجليزية)
- ماركوس الكسندر على موقع أول ميوزيك (الإنجليزية)
- ماركوس الكسندر على موقع ديسكوغز (الإنجليزية)
- ماركوس الكسندر في قاعدة بيانات الأفلام على الإنترنت